# Sarolta
Sarolta est un prénom hongrois féminin.

## Étymologie
En langue turque bulgare « hermine blanche ».

## Personnalités portant ce prénom
- Sarolta ou Sarolt de Transylvanie, née vers 950, morte vers 1008, épouse du prince de Hongrie Géza, mère du roi Étienne Ier ou Saint Étienne de Hongrie